# Nephodia insipida
Nephodia insipida là một loài bướm đêm trong họ Geometridae.